# Wiwannihorn
Wiwannihorn är en bergstopp i Schweiz.   Den ligger i distriktet Raron och kantonen Valais, i den södra delen av landet, 70 km söder om huvudstaden Bern. Toppen på Wiwannihorn är 3 001 meter över havet, eller 158 meter över den omgivande terrängen. Bredden vid basen är 0,85 km.
Terrängen runt Wiwannihorn är huvudsakligen mycket bergig. Närmaste större samhälle är Visp, 7,1 km söder om Wiwannihorn. 
Trakten runt Wiwannihorn består i huvudsak av gräsmarker. Runt Wiwannihorn är det ganska glesbefolkat, med 38 invånare per kvadratkilometer.